# 케이 배일리 허친슨 컨벤션 센터
케이 배일리 허친슨 컨벤션 센터(영어: Kay Bailey Hutchison Convention Center)는 미국 텍사스주 댈러스에 위치한 컨벤션 센터이다.
| NBA G 리그 올스타전 개최 경기장 |                           |                          |
| 2009년                          | 2010년 댈러스 컨벤션 센터 | 2011년                   |
| 피닉스 컨벤션 센터              | 2010년 댈러스 컨벤션 센터 | 로스앤젤레스 컨벤션 센터 |
|                                 |                           |                          |
|                                 |                           |                          |